# Странники ночи
«Странники ночи» — неоконченный роман Даниила Андреева, работа над которым велась с 1937 по 1947 годы. Роман был конфискован МГБ и исчез. Чтение романа послужило основой уголовного дела о "терроризме", по которому в Москве были репрессированы более 20 человек.
Сюжет романа описывает московскую семью Горбовых (братьев Адриана, Олега и Саши) и её окружение. Краткое содержание романа известно из пересказа Аллы Андреевой.

## История
Над романом Андреев начал работать с осени 1937 года, но работу прервала война.  
По словам жены писателя Аллы Андреевой, роман изначально задумывался как развернутое произведение о духовных исканиях интеллигенции в послереволюционные годы. 
В конце войны создание романа почти завершается (остаются ненаписанными две главы), но 21 апреля 1947 года писателя арестовывают по 58-й статье УК РСФСР, в ходе следствия и после него всё, написанное Андреевым до ареста, уничтожается сотрудниками  МГБ.  
По мнению Натальи Громовой, поводом для ареста послужила передача писателем Николаем Стефановичем (дружившим с Андреевым) копии рукописи «Странников» в МГБ, но ни одного официального подтверждения этому нет. 
В Русском архиве университета города Лидса (Великобритания) хранятся тюремные черновики Даниила Андреева, среди которых есть первая глава, восстановленная автором по памяти в тюрьме, и три коротких отрывка из романа.